# Divinity (série de jeux vidéo)
Pour les articles homonymes, voir Divinity.
Divinity est une série de jeux vidéo de fantasy développée par Larian Studios.

## Liste des titres
- 2002 : Divine Divinity
- 2004 : Beyond Divinity
- 2009 : Divinity II
- 2010 : Divinity II: Flames of Vengeance, extension
- 2011 : Divinity II: The Dragon Knight Saga, réédition remaniée de Divinity II et son extension
- 2013 : Divinity: Dragon Commander, jeu dérivé
- 2014 : Divinity: Original Sin
- 2017 : Divinity: Original Sin II